# پل هنینگ کمپ
پل هنینگ کمپ (به انگلیسی: Poul-Henning Kamp) زاده ۱۹۶۶ و معروف به phk یک توسعه‌دهنده نرم‌افزار و از مشارکت‌کنندگان پروژه فری‌بی‌اس‌دی است که هم‌اکنون در دانمارک سکونت دارد. پل طی سال‌های ۱۹۹۲ تا ۲۰۰۰ اعضای تیم مرکزی فری‌بی‌اس‌دی بود. او مسئول نگهداری از MD5crypt، پراستفاده‌ترین پیاده‌سازی از الگوریتم درهم‌سازی پسورد ام‌دی۵،زندان‌های فری‌بی‌اس‌دی، قسمتی از سیستم‌فایل UFS2، سیستم رمزنگاری GDBE، کتابخانه malloc و ... است. همچنین معمار و توسعه‌دهنده اصلی کش‌سرور وارنیش است.